# 達爾斯頓京士蘭站
达尔斯顿京士兰站（英語：Dalston Kingsland railway station）是伦敦地上铁北伦敦线的一座车站，位于伦敦的哈克尼區，属于第2收费区。

## 概況
2010年4月27日，因東倫敦線延伸工程，达尔斯顿交汇站重新啟用，目前本站與达尔斯顿交汇站之間可以換乘。車站東側區域用於停車場和京士兰購物中心用途。
作為倫敦交通局的地上改善計劃的一部分，本站的擴建計劃已得到批准。除增加出入口數量外，大量的化妆品等物品不得帶入車站內。此外還將在車站旁邊建造15層高的孔雀大廈。

## 历史
- 1850年11月9日，本站开通，名為京士兰站。
- 1856年11月1日，因达尔斯顿交汇站開通，本站停用。
- 1983年5月16日，本站重新開通，改為現在名稱。

## 列车服务
非高峰期：
- 西行列車經海布里及伊斯灵顿站、卡姆登路站、威爾斯登交匯站至里士满站方向：每小时4班
- 西行列車至克拉珀姆交汇站方向：每小时2班
- 東行列車至斯特拉特福德站方向：每小时6班

注：週日列車服務班次間隔為7分至30分不等。

## 事故
2002年8月，一列客運列車與貨運列車在本站附近險些發生相撞事故。

## 其他
为保证4编组列车在伦敦地上铁顺利运行，本站至斯特拉特福德站、福音橡站区间自2010年2月至6月1日关闭，用于安装新的信号系统。直至2011年5月，每周日仍会出现在信号升级期间导致列车班次减少的情况。